# NGC 6740
NGC 6740 est une galaxie lenticulaire située dans la constellation de la Lyre. Sa vitesse par rapport au fond diffus cosmologique est de 4 213 ± 12 km/s, ce qui correspond à une distance de Hubble de 62,1 ± 4,4 Mpc (∼203 millions d'al). NGC 6740 a été découverte par l'astronome allemand Albert Marth en 1864.
NGC 6740 présente une large raie HI.